# Масуку, Марио
Марио Тембека Масуку (англ. Mario Thembeka Masuku; октябрь 1951 — 11 января 2021) — свазилендский политик, лидер Народного объединённого демократического движения (PUDEMO), запрещённой оппозиционной партии Эсватини.

## Биография
Шестой ребёнок в семье из пяти мальчиков и пяти девочек, он родился в деревне Махосини, расположенной в Нхлангано. Отец Малкольм был шахтёром, получил неплохое образование и стал членом Демократической партии Свазиленда. Марио учился в средней школе Эвелин Баринг, ещё недавно бывшей заведением «только для белых».
Устроившись в банк Barclays, вступил в профсоюз банковских работников Свазиленда. После королевского переворота 1973 года с товарищами, включая бывших членов Национально-освободительного конгресса Нгване (NNLC) и Демократической партии Свазиленда, основал подпольную политическую организацию под названием Социалистическая революционная партия Нгване (NGWASOREP). В 1986 году был избран на пост президента (председателя) недавно созданной партии PUDEMO. В начале 1990-х предстал перед судом с десятью единомышленниками — они были оправданы по основному обвинению в государственной измене, но признаны виновными в посещении «незаконных собраний».
В 1991 году стал заместителем президента партии, но в 1996 году вернулся на лидерский пост PUDEMO и публично выразил поддержку протестам трудящихся с их «27 народными требованиями», что стоило ему работы менеджера по кадрам в Barclays.
В 2001 году Королевская полиция Свазиленда арестовала Масуку и заключила его в одиночную камеру тюрьмы строгого режима Матсафа по обвинению в подстрекательстве к мятежу.
15 ноября 2008 года его снова арестовали в соответствии с Законом о борьбе с терроризмом 2008 года. На похоронах Мусы Дламини, предположительно погибшего при попытке взорвать мост Лозита, Масуку якобы устно поддержал недавние атаки на правительственные учреждения. Он был оправдан и освобожден Верховным судом 21 сентября 2009 года после 340 дней в тюрьме. В марте 2010 года Могенс Люккетофт в датском парламенте вручил Масуку Премию демократии SWADEWA.
1 мая 2014 года Масуку, после выступления на первомайском митинге в Манзини, был арестован вместе со студенческим активистом Максвеллом Дламини. Им были предъявлены обвинения в терроризме и подстрекательстве к мятежу. Вскоре после этого началась широко поддержанная международная кампания за их освобождение.
Масуку ушёл с поста президента PUDEMO и передал эту роль молодому лидеру Млунгиси Маханья. Умер 11 января 2021 года от COVID-19.